# 索洛後頜魚
索洛後頜魚（学名：Opistognathus solorensis），又名後頜鱚、狗旗仔，为後頜魚科後頜鰧屬下的一个种。